# 絵画芸術 (フェルメールの絵画)
『絵画芸術』（かいがげいじゅつ、蘭: De Schilderkunst、独: Die Malkunst）は、オランダ黄金時代の画家ヨハネス・フェルメールが1666年ごろに描いた絵画。多くの美術史家が絵画に対する寓意画だと考えており、『絵画の寓意』、『画家のアトリエ』などと呼ばれることもある。フェルメールの作品中、最大かつもっとも複雑な作品となっている。『絵画芸術』はフェルメールの絵画ではもっとも有名な作品の一つで、画家のアトリエの写実的描写と、内装を照らし出す光の表現が高く評価されている作品である。
描かれているのは二人の人物で、画家とそのモデルである。画家の顔は見えないが、フェルメール自身の自画像ではないかとされている。室内にはさまざまなものが描かれているが、画家のアトリエにしては場違いな印象を与えるものが多い。たとえば白と黒の大理石敷のは床と金のシャンデリアは、非常に裕福な家庭の持ち物である。当時のネーデルラント連邦共和国の主要な七州が描かれた、背景の壁にかけられている大きな地図は、1636年に版画家・地図製作家のクラース・ヤンスゾーン・フィスヘルが制作したものである。

## 象徴と寓意
『絵画芸術』にはさまざまな象徴、寓意がこめられているとする研究者が多く、この作品の主題は歴史の女神クリオだとしている。女性がかぶる月桂樹の花冠、右手に持つ名声を意味するバロック・トランペット、左手に持つ書物はおそらく古代ギリシアの歴史家トゥキディデスの『戦史』で、これはルネサンス期のイタリア人美術学者チェーザレ・リーパの寓意画集『イコノロジア』の記述と合致する。
オーストリア王家で、ネーデルラントを支配していたこともあるハプスブルク家の象徴たる双頭の鷲が中央の黄金のシャンデリア基部の飾りとして描かれている。ハプスブルク家はカトリックの擁護者を自認していたことから、この双頭の鷲はおそらくカトリック信仰を表現しているとされている。フェルメールはプロテスタント信仰が圧倒的だったネーデルラントで、カトリックに改宗した数少ない人物だった。シャンデリアに一本のロウソクも立てられていないのは、当時のネーデルラントでカトリック信仰が弾圧されていたことを意味すると考えられている。
背景の地図には、ネーデルラント北部と南部を分割する裂け目がある（当時の慣習と同じく、この地図でも西を上にして描かれている）。これは当時のネーデルラントが、スペイン・ハプスブルク家から独立した北部ネーデルラント（ネーデルラント連邦共和国）と、依然としてハプスブルク家の支配下にあった南部ネーデルラント（スペイン領ネーデルラント）に分裂していたことを意味している。クラース・ヤンスゾーン・フィスヘルが制作したこの地図には、ユトレヒト同盟によって結束したネーデルラント北部7州とスペインの植民地だった南部の州との政治的断絶が表現されている。
シュルレアリスムを代表する20世紀のスペイン人画家サルバドール・ダリは、自身の作品『テーブルとして使われるフェルメールの亡霊』（1934年、サルバドール・ダリ美術館）に、『絵画芸術』を取り入れている。『テーブルとして使われるフェルメールの亡霊』には『絵画芸術』で背中を向けているフェルメールが、不可思議なテーブルに置き換えられて描かれている。

## 来歴
フェルメールが借金に苦しんでいたときにも手放さず、売却しなかったことから、『絵画芸術』はフェルメールにとって大切な作品だったと考えられている。フェルメールは1675年に死去し、借金が残された未亡人カタリーナが、絵画売却代金での借金返済をせまる債権者からの追求を逃れるために、この『絵画芸術』を母マーリア・ティンスへと譲渡した。しかしながら、フェルメールの遺言執行人で著名な科学者だったアントニ・ファン・レーウェンフックは、この絵画譲渡は違法なものだとして、苦言を呈している。
18世紀のほとんどの期間、誰が『絵画芸術』を所有していたのかは分かっていないが、18世紀後半になって裕福なオランダ人医師ヘラルト・ファン・スウィーテンが『絵画芸術』を購入した記録が残っている。スウィーテンの死後、『絵画芸術』は息子のゴットフリート・ヴァン・スヴィーテンが相続し、その後代々のスヴィーテン家の相続人に受け継がれていった。1813年になって、ボヘミア＝オーストリアの貴族ヨハン・ルドルフ・チェルニンが50フローリンで『絵画芸術』を購入している。1860年まで『絵画芸術』の作者は、フェルメールと同時代の画家ピーテル・デ・ホーホだと考えられていた。フェルメールの名前は19世紀後半になるまで忘れさられていたのである。さらに『絵画芸術』にはデ・ホーホの偽署名まで書き加えられていたが、フランス人研究家テオフィル・トレ＝ビュルガー、ドイツ人美術史家グスタフ・フリードリヒ・ワーゲンによって、『絵画芸術』がフェルメールの真作であると鑑定され、ウィーンのチェルニン美術館に展示された。その後アンドリュー・メロンらの美術品コレクターから『絵画芸術』の購入申込が相次いだ。

### ナチスからの関心
1938年にナチス・ドイツがオーストリアに侵攻し、元帥ヘルマン・ゲーリングらナチスの高官たちがオーストリアに所蔵されていた絵画作品の買収を開始した。当時『絵画芸術』を所有していたのは伯爵ヤロミール・チェルニンだったが、1940年11月20日にアドルフ・ヒトラーが代理人ハンス・ポッセを通じて、165万帝国マルクで自身の私的コレクションに買い取った。その後、第二次世界大戦の終わりごろには、連合国からの爆撃を避けるために他の美術品ともども岩塩坑に隠されていたが、1945年になって連合国が発見、押収した。そして、ナチスが接収していた諸国の美術品返還を担当する組織 MFA&A の責任者だったアンドリュー・リッチーが、ミュンヘンからウィーンへと『絵画芸術』を列車で移送した。このときリッチーは『絵画芸術』と自らの身体とを鎖で繋いで輸送したと伝えられている。
もともとの所有者だったチェルニン家は、『絵画芸術』をナチスからの強制ではなく自発的に売却したと見なされたため、1946年にアメリカ軍は『絵画芸術』をチェルニン家ではなくオーストリア政府へと返還した。これ以来、『絵画芸術』はオーストリアの国家所有財産となっており、ウィーンの美術史美術館に所蔵されている。

### チェルニン家からの返還要求
2009年8月に、チェルニン家の遺産相続人がオーストリア文化相に『絵画芸術』の返還を要求した。チェルニン家からの同様の返還要求は1960年代にも行われていたが「売却行為は自発的なものであり、価格も適正なものだった」として却下されている。しかしながら、1998年に公的機関の所蔵物に関する返還規定が制定されたことから、チェルニン家の法的立場が有利なものになるのではないかという見方も出てきている。